# Cuculinae
I Cuculini (Cuculinae Leach, 1820) sono una sottofamiglia di uccelli cuculiformi della famiglia Cuculidae.

## Descrizione
I Cuculini sono la sottofamiglia di Cuculidi più diffusa al mondo. Si trovano infatti in Europa, Africa, Asia e Oceania. Molte specie sono migratrici e percorrono migliaia di chilometri per raggiungere la loro destinazione. Ne è un esempio il cuculo comune che dall'Europa migra a sud attraversando il Mar Mediterraneo e il Deserto del Sahara nel suo viaggio senza soste fino all'Africa meridionale. Frequentano svariati tipi di habitat, dalle campagne ai boschi, dai canneti alle foreste. Questa diversità dipende sia dalla disponibilità del cibo sia dalla presenza delle specie da parassitare.
Sono uccelli arboricoli, spesso solitari, di taglia fortemente variabile, con zampe corte, code lunghe e ali lunghe e strette. Hanno un piumaggio poco vistoso e quasi mimetico. Si nutrono di insetti e specialmente di bruchi; alcuni koel si cibano anche di frutta. I Cuculini sono parassiti di cova, cioè depongono le proprie uova nel nido di altri uccelli. A volte le uova vengono aggiunte, altre volte la femmina ne scarta una e depone la propria. Le uova hanno un periodo d'incubazione minore rispetto a quelle delle specie "ospiti" e i pulcini crescono a ritmo maggiore. Talvolta i pulli dei Cuculini uccidono i "fratellastri" gettandoli fuori dal nido, in altri casi invece non lo fanno ma, non riuscendo a competere nella lotta per la richiesta del cibo, i "fratellastri" muoiono di fame.

## Tassonomia
La sottofamiglia Cuculinae comprende i seguenti generi e specie:
- Genere Rhinortha Vigors, 1830
  - Rhinortha chlorophaea Raffles, 1822 - malcoa di Raffles
- Genere Ceuthmochares Cabanis & Heine, 1863
  - Ceuthmochares aereus (Vieillot, 1817) - beccogiallo o malcoa africana
  - Ceuthmochares australis Sharpe, 1873 - beccoggiallo del Sudafrica o malcoa verde
- Genere Taccocua Lesson, 1830
  - Taccocua leschenaultii Lesson, 1830 - malcoa sirkir o cuculo di Sirkeer
- Genere Zanclostomus Swainson, 1837
  - Zanclostomus javanicus (Horsfield, 1821) - malcoa beccorosso
- Genere Rhamphococcyx Cabanis & Heine, 1863
  - Rhamphococcyx calyorhynchus Temminck, 1825 - malcoa beccogiallo o malcoa di Sulawesi
- Genere Phaenicophaeus Stephens, 1815
  - Phaenicophaeus curvirostris (Shaw, 1810) - malcoa pettocastano
  - Phaenicophaeus pyrrhocephalus (Pennant, 1769) - malcoa facciarossa
  - Phaenicophaeus sumatranus (Raffles, 1822) - malcoa panciacastana
  - Phaenicophaeus viridirostris (Jerdon, 1840) - malcoa facciablu o malcoa beccoverde piccolo
  - Phaenicophaeus diardi (Lesson, 1830) - malcoa pancianera o malcoa beccoverde minore
  - Phaenicophaeus tristis (Lesson, 1830) - malcoa beccoverde o malcoa beccoverde maggiore
- Genere Dasylophus Swainson, 1837
  - Dasylophus superciliosus (Dumont, 1823) - malcoa crestarossa o cuculo dai sopraccigli
  - Dasylophus cumingi  - malcoa squamata o cuculo dal piumaggio a scaglie
- Genere Clamator Kaup, 1829
  - Clamator coromandus (Linnaeus, 1766) - cuculo alicastane o cuculo dal ciuffo alirosse
  - Clamator glandarius (Linnaeus, 1758) - cuculo dal ciuffo
  - Clamator jacobinus (Boddaert, 1783) - cuculo bianco e nero
  - Clamator levaillantii (Swainson, 1829) - cuculo di Levaillant
- Genere Coccycua Lesson, 1830 (3 spp.)
  - Coccycua minuta (Vieillot, 1817) - cuculo scoiattolo nano o cuculo piccolo
  - Coccycua pumila (Strickland, 1852) - cuculo nano
  - Coccycua cinerea (Vieillot, 1817) - cuculo cenerino
- Genere Piaya Lesson, 1830 (2 spp.)
  - Piaya cayana (Linnaeus, 1766) - cuculo scoiattolo o cuculo scoiattolo della Cayenna
  - Piaya melanogaster (Vieillot, 1817) - cuculo scoiattolo ventrenero o cuculo pancianera
- Genere Coccyzus Vieillot, 1816
  - Coccyzus melacoryphus Vieillot, 1817 - cuculo beccoscuro
  - Coccyzus americanus (Linnaeus, 1758) - cuculo americano o cuculo beccogiallo
  - Coccyzus euleri Cabanis, 1873 - cuculo ventrebianco o cuculo pettoperlato
  - Coccyzus minor (Gmelin, 1788) - cuculo delle mangrovie
  - Coccyzus ferrugineus Gould, 1843 - cuculo di Cocos
  - Coccyzus erythropthalmus (Wilson, 1811) - cuculo occhirossi o cuculo becconero
  - Coccyzus lansbergi Bonaparte, 1850 - cuculo capogrigio o cuculo di Lansberg
  - Coccyzus pluvialis (Gmelin, 1788) - cuculo panciacastana o cuculo ventrecastano americano
  - Coccyzus rufigularis Hartlaub, 1852 - cuculo pettobaio o cuculo pettorosiccio americano
  - Coccyzus vetula (Linnaeus, 1758) - cuculo lucertola della Giamaica
  - Coccyzus merlini (d'Orbigny, 1839) - cuculo lucertola maggiore
  - Coccyzus vieilloti (Bonaparte, 1850) - cuculo lucertola di Portorico
  - Coccyzus longirostris (Hermann, 1783) - cuculo lucertola di Hispaniola
- Genere Pachycoccyx Cabanis, 1882
  - Pachycoccyx audeberti (Schlegel, 1879) - cuculo di Audebert
- Genere Microdynamis Salvadori, 1878
  - Microdynamis parva (Salvadori, 1876) - koel minore testanera
- Genere Eudynamys Vigors & Horsfield, 1827
  - Eudynamys melanorhynchus Müller, 1843 - koel becconero
  - Eudynamys scolopaceus (Linnaeus, 1758) - koel comune o koel asiatico
  - Eudynamys orientalis (Linnaeus, 1766) - koel orientale o koel del Pacifico
- Genere Urodynamis Salvadori, 1880
  - Urodynamis taitensis Sparrman, 1787
- Genere Scythrops Latham, 1790
  - Scythrops novaehollandiae Latham, 1790 - cuculo becco scanalato
- Genere Chrysococcyx Boie, 1826
  - Chrysococcyx maculatus (Gmelin, 1788) - cuculo smeraldino asiatico
  - Chrysococcyx xanthorhynchus (Horsfield, 1821) - cuculo violetto
  - Chrysococcyx caprius (Boddaert, 1783) - cuculo dorato o cuculo didric
  - Chrysococcyx klaas (Stephens, 1815) - cuculo dorato di Klaas
  - Chrysococcyx flavigularis Shelley, 1880 - cuculo dorato golagialla
  - Chrysococcyx cupreus (Shaw, 1792) - cuculo smeraldino africano
  - Chrysococcyx megarhynchus (Gray, 1858) - cuculo beccolungo
  - Chrysococcyx basalis (Horsfield, 1821) - cuculo bronzeo di Horsfield
  - Chrysococcyx osculans (Gould, 1847) - cuculo guancenere o cuculo orecchienere
  - Chrysococcyx ruficollis (Salvadori, 1876) - cuculo bronzeo golarossiccia
  - Chrysococcyx lucidus (Gmelin, 1788) - cuculo bronzeo splendente
  - Chrysococcyx meyerii Salvadori, 1874 - cuculo bronzeo guancebianche o cuculo bronzeo di Meyer
  - Chrysococcyx minutillus Gould, 1859 - cuculo bronzeo minore
- Genere Cacomantis Müller, 1843 (10 spp.)
  - Cacomantis pallidus (Latham, 1801) - cuculo pallido
  - Cacomantis leucolophus (Müller, 1840) - koel corona bianca
  - Cacomantis castaneiventris (Gould, 1867) - cuculo pettocastano
  - Cacomantis flabelliformis (Latham, 1801) - cuculo dalla coda a ventaglio
  - Cacomantis sonneratii (Latham, 1790) - cuculo baio
  - Cacomantis merulinus (Scopoli, 1786) - cuculo lamentoso
  - Cacomantis passerinus (Vahl, 1797) - cuculo panciagrigia
  - Cacomantis variolosus (Vigors & Horsfield, 1827) - cuculo di macchia
  - Cacomantis sepulcralis (Müller, 1843) - cuculo indonesiano
  - Cacomantis aeruginosus Salvadori, 1878 - cuculo di Heinrich o cuculo delle Molucche
- Genere Cercococcyx Cabanis, 1882 (3 spp.)
  - Cercococcyx mechowi Cabanis, 1882 - cuculo codalunga fosco
  - Cercococcyx olivinus Sassi, 1912 - cuculo codalunga olivaceo
  - Cercococcyx montanus Chapin, 1928 - cuculo codalunga barrato
- Genere Surniculus Lesson, 1830 (4 spp.)
  - Surniculus velutinus - Cuculo drongo delle Filippine
  - Surniculus lugubris - Cuculo drongo
  - Surniculus dicruroides - Cuculo drongo codaforcuta
  - Surniculus musschenbroeki - Cuculo drongo delle Molucche[3]
- Genere Hierococcyx Müller, 1845 (8 spp.)
  - Hierococcyx vagans (Müller, 1845) - cuculo sparviero minore
  - Hierococcyx sparverioides sparverioides(Vigors, 1832) - cuculo sparviero maggiore
  - Hierococcyx bocki Ramsay, 1886 - cuculo sparviero oscuro o cuculo sparviero di Bock
  - Hierococcyx varius (Vahl, 1797) - cuculo sparviero comune
  - Hierococcyx hyperythrus (Gould, 1856) - cuculastore settentrionale
  - Hierococcyx pectoralis Cabanis & Heine, 1863 - cuculastore delle Filippine
  - Hierococcyx fugax (Horsfield, 1821) - cuculastore fuggitivo
  - Hierococcyx nisicolor (Blyth, 1843) - cuculastore di Hodgson
- Genere Cuculus Linnaeus, 1758 (11 spp.)
  - Cuculus clamosus Latham, 1801 - cuculo nero
  - Cuculus solitarius Stephens, 1815 - cuculo pettorosso
  - Cuculus poliocephalus Latham, 1790 - cuculo minore
  - Cuculus crassirostris (Walden, 1872) - cuculo sparviero di Sulawesi
  - Cuculus micropterus Gould, 1838 - cuculo indiano
  - Cuculus rochii Hartlaub, 1863 - cuculo del Madagascar
  - Cuculus gularis Stephens, 1815 - cuculo africano
  - Cuculus saturatus Blyth, 1843 - cuculo orientale
  - Cuculus optatus Gould, 1845 - cuculo di Horsfield
  - Cuculus lepidus Müller, 1845 - cuculo della Sonda
  - Cuculus canorus Linnaeus, 1758 - cuculo comune

Sono inoltre noti i seguenti generi fossili:
- Genere † Eocuculus - fossile (Tardo Eocene di Teller County, USA)